# Гозу (филм)
Гозу (極道恐怖大劇場　牛頭　ＧＯＺＵ, Такашијев јакуза хорор театар: Гозу) је филм јапанског режисера Такашија Миикеа. Пошто је у питању нискобуџетни филм, почетно је планирано да Гозу буде издат директно на ДВД медију, али је позитиван пријем на Канском филском фестивалу у мају 2003. омогућио светску биоскопску дистрибуцију. 
Гозу (буквално: Телећа глава) је познат као један од најчуднијих јапанских филмова икада, захваљујући плејади уврнутих ликова и нестварном развоју фабуле, који га чине сличним филмовима надреалисте Луиса Буњуела. Миике је о свом филму рекао: Кад бисте били дете и возили бицикл ка месту на коме никада нисте били, осећали бисте да је окружење стварно, али на известан начин и нестварно. Гозу чини да се тако осећате. Идете на место на коме никада нисте били, али не морате себи објашњавати како или зашто сте се тамо нашли."

## Стил
Сценарио је написао Сакичи Сато, али је током тронедељног снимања Миике глумцима саопштио само име и занимање њихових ликова. Сав дијалог и кључне сцене су импровизоване, укључујући ту и сцену Озакијевог поновног рођења. Крајњи резултат је филм који прелази из класичног јакуза жанра у филм тока свести.
Гозу је јединствена мешавина за Миикеа типичне крајње непристојности и надреалног хумора. Нарочито занимљива сцена је она у којој жена једног продавца, иначе Американка, говори са Минамијем. Миике је касније открио да је приказивање помоћних табли са текстом био његов тренутни хир. Наиме, дотична глумица није могла течно изговорити свој текст на јапанском, али уместо да понови сцену, Миике је одлучио да искористи тренутак ради комичног ефекта и допустио камерама да прикажу помоћне табле са текстом са којих је глумица (лоше) читала текст. Ова сцена је пример невиног апсурдног хумора присутног у многим сценама, а који је у директној супротности тамнијем и злокобном тону који преовладава филмом.

## Заплет и секвенце из филма
Гозу се састоји из низа бизарних сцена прошараних кроз главну нит приче која прати Минамија у потрази за братом Озакијем. Да се приметити да узастопно представљање задатака које Минами мора савладати подсећају на епизодне задатке из грчке митологије. Ове сцене су комичне и узнемирујуће, Миике згражава и збуњује публику користећи карикатурно насиље доведено до екстрема, што са друге стране производи комичан ефекат због опште апсурдности сцене. . Сличан поступак се може видети и у филмовима Џона Вотерса. У неке незаборавне сцене из филма спадају и:
Пас убица јакуза – На почетку филма, Озаки, након што упозорава да све што ће управо рећи није истина, саветује свом шефу да се пази мале беле чиваве коју држи жена на тротоару, пошто је у питању посебно истренирани „пас убица јакуза“. Озаки затим смирено излази напоље, напада пса и театрално га убија.
Фабрика млека - Газдарица код које Минами одседа својим млеком пуни мале флаше, које затим продаје. Ова сцена је налик чувеној сцени лактације из другог Миикеовог филма, Посетилац Q.
Телећа глава - Минами се буди у локалном свратишту и среће створење слично Минотауру, обучено само у доњи веш, које му затим облизује лице прекривајући га пљувачком.
Опрана одела од коже јакуза - Минами затиче одрану кожу свог брата, препарирану и окачену међу многа друга „јакуза одела“, у згради на отпаду.
Кутлача – У овој сцени шеф јакуза користи овај део прибора за јело на крајње нехигијенски начин...

## Теме и симболизам
Поновно рађање – Многи Миикеови филмови (нпр. Жив или мртав 2: Птице, Жив или мртав: Финале, Изо, Срећа Катакуријевих) садрже приказе поновног рађања. Међутим, у контексту Гозуа, поновно рођење Озакија пре представља ментални препород, док у Изоу оно има веће, космичко значење у поретку ствари. Гледајући из извесног угла, може се рећи да Озаки није поново рођен једном, већ двапут у филму. Након што Минами сазнаје за судбину свог брата на отпаду, видевши препарирану кожу коју су убице сачувале и препознавши остатке свог брата по јакуза тетоважи, Минами среће привлачну младу жену која му се представља као његов брат Озаки. Озаки остаје без своје мужевне спољашњости, тако откривши своју скривену, женствену страну и тако је „поново рођен“ као жена. 
Алузије на митологију – У првој половини филма, можемо видети како Минами замало улеће у реку возећи аутомобил путем који је директно препречен реком. У том тренутку, чини се да је Озаки „умро“. Ова река се може гледати као митолошка река Стикс, коју мртви прелазе да би дошли до Хада, што је у складу са каснијим сценама у којима Минами пролази низ „нерешивих“ проблема и среће надреалне ликове попут конобара који се облачи у женску одећу и мафијаша који попут Сфинге пристаје да помогне Минамију у његовој потрази, али само уколико тачно одговори на загонетку.
Женске фигуре – Минами среће Телећу главу у свратишту чија власница нуди Минамија својим млеком. И Глава и власница свратишта су женске фигуре које се према Минамију понашају превише заштитнички, покушавајући да попуне празнину током одсуства Озакија, мужевне фигуре. Минами одолева свему и наставља потрагу за Озакијем. 
Миике нуди следеће објашњење на тему Телеће главе: "Јапанци су мало чудни што се тиче религије, венчавају се по шинтоистичким обичајима, а сахране су у складу са правилима будизма. У једној од ових традиција, постоји лик знан као Гозу, који постоји између света зла и људског света. Он је помоћник зла."

## Занимљивости
- Сакичи Сато, аутор сценарија, у филму глуми конобара са брусхалтером. Сато такође игра „Чарлија Брауна“ у филму Долази невеста.
- Продуценти Гозуа су пришли Миикеу имајући у виду класични јакуза филм, међутим, будући да је буџет био тако низак, Миике је имао пуну стваралачку слободу.
- Желећи да створи нешто спонтаније и откаченије, Миике је дао Сатоу само недељу дана да напише нов сценарио, не пружајући му на тај начин прилику да се размисли и да преиспита сценарио.

## Улоге
| Глумац        | Улога                   |
| ------------- | ----------------------- |
| Хидеки Соне   | Минами                  |
| Шо Аикава     | Озаки                   |
| Кимика Јошино | жена Озаки              |
| Шохеи Хино    | Носе                    |
| Кеико Томита  | власница свратишта      |
| Харуми Соне   | брат власнице свратишта |
| Ренџи Ишибаши | јакуза шеф              |